# 이그나티우스과
이그나티우스과(Ignatiaceae)는 갈파래강에 속하는 녹조류과의 하나이다. 이그나티우스목(Ignatiales)의 유일한 과이다. 2개 속에 4종을 포함하고 있다.

## 하위 속
- 이그나티우스속 (Ignatius) - 유일종 I. tetrasporus
- Pseudocharacium - 3종